# Ivan Babouchkine
Pour les articles homonymes, voir Babouchkine.
Ivan Vassilievitch Babouchkine (en russe : Иван Васильевич Бабушкин ; pseudonymes dans la clandestinité, entre autres : Nikolaï Nikolaïevitch, Bogdan, Novitskaïa) né le 3 janvier 1873, mort le 18 janvier 1906 est un révolutionnaire bolchevik professionnel.

## Biographie
Il nait dans le village de Ledenskoïe, dans le district de Totemski, province de Vologda (actuellement oblast de Vologda, région de Babouchkine), dans une famille de paysans. Apprenti serrurier à Kronstadt de 1887 à 1891, puis serrurier à Saint-Pétersbourg à l'usine Semianikov à partir de l'été 1891, il entre en 1894 dans le cercle d'ouvriers marxistes dirigé par Lénine.
En 1895, il participe activement aux travaux de l' « Organisation de lutte pour la libération de la classe ouvrière » de Saint-Pétersbourg. Il mène des activités révolutionnaires parmi les ouvriers des usines Semiannikov, Alexandrov et Steklianny, où il organise des comités ouvriers et des bibliothèques. Il est arrêté en 1896 pour sa participation à l' « Organisation de lutte pour la libération de la classe ouvrière » et déporté à Ekaterinoslav en février 1897.
En décembre 1897, Babouchkine fait partie des fondateurs d'une section de l' « Organisation de lutte pour la libération de la classe ouvrière » à Ekaterinoslav. Il crée le comité d'Ekaterinoslav du POSDR (РСДРП) en octobre 1898 et, en 1900, il fonde le journal clandestin Le travailleur du Sud (Youjni rabotchi). Il diffuse l'Iskra, le journal de Lénine, dont il est un correspondant actif.
Au cours des années 1900 et 1901, il contribue à l'activité révolutionnaire à Moscou, Smolensk, Polatsk, Orekhovo-Zouïevo, Ivanovo-Voznessensk et dans d'autres villes. En 1902, il s'évade de la prison d'Ekaterinoslav et s'exile à Londres.
En octobre 1902, il revient en Russie. En tant que membre du comité pétersbourgeois du POSDR, il s'oppose aux « économistes » et aux partisans de Zoubatov, suivant la ligne de Lénine et de l'Iskra. Il est arrêté en 1903 et condamné à cinq ans d'emprisonnement à Verkhoïansk en Sibérie orientale.
Amnistié en 1905, il participe activement à la révolution de 1905–1907. Il devient membre des sections du POSDR d'Irkoutsk et de Tchita, collabore au journal bolchevique Zabaïkalski rabotchi (L'Ouvrier de Transbaïkalie). Il dirige, avec Viktor Kournatovski et Anton Kosciuszko-Valioujanitch, une insurrection armée à Tchita (République de Tchita).
En janvier 1906, alors qu'il convoie des armes de Tchita à Irkoutsk, il est intercepté à la gare de chemin de fer de Slioudianka, sur la ligne du Transbaïkal (en), par l'expédition menée par le général Müller-Zakomelski. Il est fusillé le 18 janvier 1906 à la gare de Myssovaïa.
En son honneur, la ville de Myssovsk, où se trouve la gare de Myssovaïa (aujourd'hui en République de Bouriatie), a été renommée Babouchkine en 1941. Un musée lui est consacré dans cette ville.
En 1985, sa biographie romancée est portée à l'écran par Gueorgui Kouznetsov, avec Alexeï Jarkov dans le rôle de Babouchkine.

## Sources et références
- (en) Igor V. Naumov (trad. David Collins), The history of Siberia, Taylor & Francis, 2006, 242 p. (ISBN 978-0-203-02798-1, OCLC 65538544, lire en ligne), p. 150
- (ru) « БАБУШКИН Иван Васильевич », sur Энциклопедия Забайкалья ez.chita.ru (consulté le 28 avril 2017)